# Мария Виоле
Мария Виолѐ (на френски: Marie Violet) е френска милосърдна сестра, мисионерка в Македония от началото на XX век, основателка и ръководителка на Лазаристката мисия в Битоля.

## Биография
Родена е в 1859 година и по народност е французойка. Пристига в Битоля, тогава в Османската империя, в 1900 година заедно с още две милосърдни сестри, с които отваря училище и болничен диспансер и които започват да функционират в следващата 1901 година, когато милосърдните сестри започват работата си по лечение и преподаване. В 1900 година трите милосърдни сестри под ръководството на сестра Виоле отварят и френско девическо училище в Битоля. Заради работата си в болничния диспансер и училищата сестра Виоле спечелва голям авторитет сред местното население.
По време на Илинденско-Преображенското въстание сестра Виоле и другите милосърдни сестри оказват голяма помощ на пострадалите и лекуват непрекъснато ранени в болничния диспансер. Остава в Битоля и след въстанието и в 1908 година диспансерът на сестра Виоле е разширен, като в него работят вече осем милосърдни сестри. По време на Първата световна война диспансерът работи усилено в оказване на медицинска помощ на ранените и от двете страни.
Сестра Виоле умира в Битоля в 1925 година.